# Slag bij Vegkop
De Slag bij Vegkop was een veldslag tussen de Voortrekkers en de Matabele tijdens de Grote Trek op 16 oktober 1836.

## De slag
Nabij het tegenwoordige Heilbron werden de Voortrekkers onder leiding van Andries Hendrik Potgieter op 16 oktober 1836 omsingeld door een Matabeleleger van ongeveer 5.000 man onder leiding van Kalipi, gestuurd door hun koning Mzilikazi. Potgieter liet een laager bestaande uit vijftig wagens en doornstruiken opstellen dat verdedigd werd door slechts 33 mannen en zeven jongens.
De Matabele bestormden het laager maar verloren de slag dankzij de superieure vuurwapens van de Voortrekkers. Twee Voortrekkers (waaronder Potgieters broer) sneuvelden, alsmede ongeveer 430 Matabele. Van de Voortrekkers werden echter 50.000 schapen, 5.000 koeien en honderden paarden gestolen door de Matabele, die later werden heroverd bij de Slag bij Mosega op 17 januari 1837.
Onder de zeven strijdende Voortrekkersjongens was de 11-jarige Paul Kruger, de toekomstige president van de Zuid-Afrikaansche Republiek (Transvaal). De nederzetting Winburg werd door Potgieter naar de overwinning vernoemd.